# Jan-Christoph Bartels
Jan-Christoph Bartels (* 13. Januar 1999 in Wiesbaden) ist ein deutscher Fußballspieler. Der Torwart spielte bis 2025 beim Drittligisten SV Waldhof Mannheim und ist ehemaliger Nachwuchsnationalspieler.

## Karriere

### Verein
Der Wiesbadener Bartels wurde beim 1. FSV Mainz 05 in dessen Nachwuchsleistungszentrum fußballerisch ausgebildet und kam für den Verein in der B- sowie in der A-Junioren-Bundesliga zum Einsatz.
Im Sommer 2017 verpflichtete ihn der 1. FC Köln, bei dem er sein letztes A-Jugend-Jahr verbrachte. Zur Regionalligasaison 2018/19 wurde der Torhüter fest in den Kader der zweiten Mannschaft integriert und absolvierte im Wechsel mit dem US-Amerikaner Brady Scott 17 Partien. Am Ende wurde er mit der Mannschaft Tabellen-Dreizehnter. Am 19. Spieltag der Zweitligaspielzeit stand Bartels im Spieltagskader der Profimannschaft, wurde jedoch nicht eingesetzt, und stieg am Saisonende mit Köln als Zweitligameister in die Bundesliga auf.
Im Sommer 2019 verlieh ihn der Effzeh für die Saison 2019/20 in seine Heimatstadt an den Zweitligaaufsteiger SV Wehen Wiesbaden. Durch eine Verletzung Bartels’ in der Vorbereitung machte sein Mannschaftskollege Lukas Watkowiak das Rennen um den Stammplatz im Tor nach dem Wechsel des bisherigen ersten Keepers Markus Kolke. Nachdem dieser an den ersten sieben Spieltagen bereits 23 Gegentore hatte hinnehmen müssen, bekam Bartels am 8. Spieltag beim Heimspiel gegen Mitaufsteiger Osnabrück von Cheftrainer Rüdiger Rehm die Chance in der Startelf. Bereits beim ersten Angriff auf sein Tor verletzte sich Bartels jedoch beim Klären eines hohen Balls am Oberschenkel und musste ausgewechselt werden. Auch nach seiner Genesung stand der Wiesbadener aufgrund der Nachverpflichtung des Keepers Heinz Lindner nicht mehr im Spieltagsaufgebot.
Im Juli 2020 wechselte Bartels ohne Rückkehr nach Köln direkt zum Drittligisten SV Waldhof Mannheim. Dort wurde er zunächst Stammtorhüter, ehe ihn ab der Winterpause sein Vorgänger in dieser Funktion Timo Königsmann wieder verdrängte. Nach dessen Abgang im Sommer 2022 hatte Bartels zunächst gegenüber dem neuverpflichteten Morten Behrens das Nachsehen, konnte sich aber später ab Januar 2023 für den Rest der Saison gegen ihn durchsetzen. Im Sommer 2020, 2021 und 2022 gewann er mit der Mannschaft dreimal in Folge den badischen Landespokal. In der Saison 2023/24 stand Bartels im Wechsel mit Lucien Hawryluk in elf Spielen im Tor der Mannheimer; in der folgenden Spielzeit 2024/25 konnte er sich während der Hinrunde gegen den zunächst als Stammtorhüter vorgesehenen Omer Hanin durchsetzen.

### Nationalmannschaft
Bartels absolvierte Länderspiele für alle Nachwuchsmannschaften des DFB ab der U15. Bei der U17-EM 2016 absolvierte er die volle Spielzeit und erreichte mit der Mannschaft das Halbfinale. Zwischen Oktober 2018 und März 2019 absolvierte Bartels zwei Spiele für die U20 Deutschlands.

## Erfolge
1. FC Köln
- Meister der 2. Bundesliga und Aufstieg in die Bundesliga: 2019